# Dirkje Menkens-van der Spiegel
Dirkje (Dit) Menkens-van der Spiegel (Abbenes, 9 september 1894 - 9 november 1958) was een Nederlandse (christelijke) kinderboekenschrijfster.
Dirkje van der Spiegel was het enig kind van de godsdienstonderwijzer Adrianus van der Spiegel en Geertruida Frederica Wilhelmina Lauwersheimer. Na haar opleiding tot onderwijzeres (1914) behaalde Menkens in 1923 haar L.O. Frans. In 1920 was ze onderwijzeres geworden aan de School met de Bijbel in Sassenheim. In 1928 trouwde ze met Cord Hendrik Menkens.
Vanaf 1931 verzorgde Menkens vier jaar lang een kinderuurtje op de radio bij de NCRV waarin ze kinderverhalen vertelde. Er zijn dertig kinderverhalen van haar eigen hand bekend. In 1927 schreef ze haar eerste boek Een andere jongen; in totaal schreef Menkens meer dan vijftig boeken. Naast de kinderboeken schreef ze ook (christelijke) feuilletons in de Nieuwe Leidsche Courant. Een aantal van deze feuilletons werden later in boekvorm uitgegeven.
Bij de Hervormde kerk in Abbenes (waar Menkens in de pastorie geboren werd) staat  - naast het beeldhouwwerk Man met spade van Johan Polet - een klein herdenkingsmonumentje ter nagedachtenis aan de kinderboekenschrijver.